# صفوت كايا
صفوت كايا (بالتركية: Saffet Kaya)‏ هو لاعب كرة قدم تركي في مركز الهجوم، ولد في 14 أغسطس 1981 في ركلنهاوزن في ألمانيا. لعب مع أنطاليا سبور وغلطة سراي.

## وصلات خارجية
- صفوت كايا على موقع اتحاد تركيا (لاعب) (الإنجليزية)
- صفوت كايا على موقع عالم كرة القدم.نت (الإنجليزية)